# RŽD-Baureihe 2ЭС6
Die RŽD-Baureihe 2ЭС6 (deutsche Transkription 2ES6) der Russischen Eisenbahnen (RŽD) ist eine achtachsige russische Zweisektions-Güterzuglokomotive. Sie besitzt Fahrmotoren für Gleichstrom. Entwickelt wurde die Lokomotive von der Gruppe Sinara, ausgeliefert wurde sie von den Ural Lokomotiven in Werchnjaja Pyschma ab 2006.

## Historie der Entwicklung und der Auslieferung
Die Versuchslokomotive 2ЭС6.001 wurde am 1. Dezember 2006 ausgeliefert. Nach den ersten Probefahrten im Werk wurde die Lokomotive zur Zertifizierungsprüfung an das Allrussische Forschungsinstitut für Schienenverkehr in Schtscherbinka überführt.
Ende Juli 2007 wurde ein Vertrag für den Bau von Lokomotiven für die RŽD für 2008 und 2009 abgeschlossen. Es sollten 2008 acht Lokomotiven geliefert werden (es wurden jedoch zehn geliefert), 2009 sollten 16 folgen. Im Dezember 2007 absolvierte die Probelokomotive 2ЭС6.001 eine Probefahrt von 5000 km, dabei wurde das Verhalten der Lokomotive auf den Gleisoberbau ermittelt.
Gleichfalls wurde die Kraft-Energie- und die Bremsüberprüfung vollzogen. Die 2007 gebaute 2ЭС6.002 durchlief 2007 die Betriebserprobung auf Strecken in der Oblast Swerdlowsk. Die Lokomotive wurde an das Depot Swerdlowsk-Sortirowotschnoj gegeben und absolvierte die Probefahrt auf der Strecke Jekaterinburg – Woinowka. Bis Ende 2007 lief die Lokomotive 3400 km.
Am 15. Oktober 2008 war mit der 2ЭС6.003 die erste Vorserie abgeschlossen. Nach Überarbeitung wurden 40 Lokomotiven ausgeliefert (andere Daten sprechen von 25 Lokomotiven). Zum Stand November 2017 waren insgesamt 725 Lokomotiven der Serie ausgeliefert.

## Betrieb

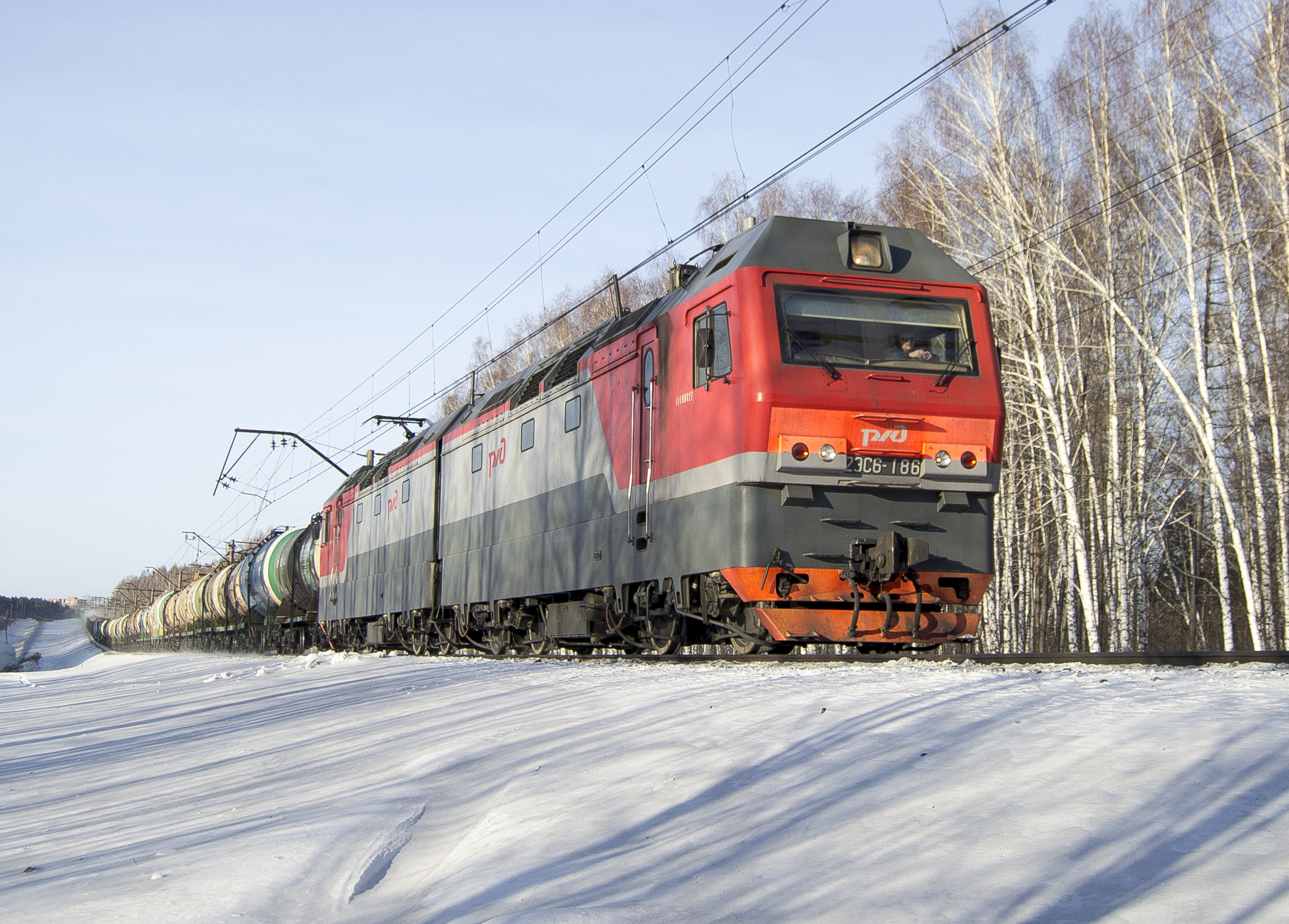
2ЭС6.186 im Güterzugdienst in der Gegend Tomsk

Die ersten Serienlokomotiven wurden auf den Strecken der Oblast Swerdlowsk eingesetzt. Ab 2010 folgten diese auf der Juschno-Uralskaja schelesnaja doroga und der Turkestan-Sibirischen Eisenbahn.
Zum Jahresende 2010 waren die Lokomotiven in den Depots Swerdlowsk-Sortirowotschnoj, Kamensk-Uralski, Kamyschlow, Woinowka und Ischim in der Oblast Swerdlowsk anzutreffen. Ferner wurden sie den Betriebswerken Omsk, Barabinsk, Nowosibirsk und Belowo der Sapadno-Sibirskaja schelesnaja doroga zugeteilt. Die Lokomotive können Lasten von 8000 t auf Neigungen bis zu 6 ‰ und 5000 t auf Neigungen bis zu 10 ‰ befördern.

### Störungen
Die Konstruktion der Fahrmotoren führte zu Störungen an den Kollektoren. Probleme bereiteten die elektropneumatischen Schalter mit der Bezeichnung ПК (PK), die schnellwirkenden Schalter mit der Bezeichnung БК-78Т (BK-78T) und einige Hilfsmaschinen, wie Kompressoraggregate und Ventilatore für die Fahrmotoren.

## Elektrischer Teil der Lokomotiven
Gesteuert wird die Lokomotive 2ЭС6 durch eine Widerstandssteuerung der Traktions-Elektrofahrmotoren. Die Lokomotive besitzt eine Widerstandsbremse mit einer Leistung von 6600 kW und eine Rekuperationsbremse mit einer Leistung von 5500 kW sowie eine unabhängige Anregung durch die Halbleiter-Wandler in den Regimen des Antriebes und der Bremse. Die unabhängige Anregung bei der Traktion ist der Hauptvorzug der Lokomotive gegenüber den ВЛ10 und ВЛ11. Durch sie wird die Neigung zum Schleudern verringert und die Wirtschaftlichkeit der Lokomotive erhöht, dadurch wird die Regulierung der Leistung effektiver.
Bei den Fahrzeugen mit unabhängiger Anregung blieb der Magnetfluss der Motoren erhalten, dadurch konnte die Zugkraft bei den Gleichstrommotoren gesteuert werden. Außerdem verwaltete das Mikroprozessor-System der Verwaltung und Diagnostik mit der Bezeichnung МПСУиД (MPSUiD) bei eventuell auftretenden Schleudern die Drehzahl der Motoren und leitete die Sandung ein, was das Schleudern auf ein Minimum senkte.
Die Sektionen der Widerstandsbremse wurden durch elektropneumatische Schalter mit der Bezeichnung ПК (PK) zugeschaltet, die Änderung der Verbindung der Fahrmotoren wurde gleichfalls durch eine Diodensteuerung umgestellt, es gab insgesamt drei Verbindungen:
- seriell (in Reihe) – Acht Fahrmotoren der Zweisektions-Elok oder zwölf Fahrmotoren der Dreisektions-Ellok sind in Reihe geschaltet, bei diesem System wird nur der Widerstand der führenden Sektion verwendet, bei der 23. Position läuft die Kraftübertragung ohne Widerstand;
- seriell-parallel (Reihe – parallel) – vier Fahrmotoren jeder Sektion sind vereinigt in Reihe, die Steuerung der Fahrmotoren wird durch den Widerstand auf der Sektion vorgenommen, auf der 44. Position läuft die Kraftübertragung ohne Widerstand;
- parallel (Parallelschaltung) – jedes Paar Fahrmotoren arbeitet mit der Spannung aus dem Kontaktnetz, die Steuerung der Fahrmotoren geschieht durch eine gesonderte Gruppe von Widerständen für jedes Paar Fahrmotoren, auf der 65. Position läuft die Kraftübertragung ohne Widerstand;

|                                                                                |                                                                      |                                                                        |                                                                             |                                                   |                                                 |
| Serien-parallel-Verbindung, Geschwindigkeit = 55 km/h, Schwächung der Anregung | Parallele Verbindung, dieselbe Geschwindigkeit – verstärkte Anregung | Geschwindigkeit 77 km/h, befohlene Zugkraft 10 % – verstärkte Anregung | dieselbe Geschwindigkeit, befohlene Zugkraft 72 % – Schwächung der Anregung | Widerstandsbremse bei niedrigen Geschwindigkeiten | Rekuperationsbremse bei Geschwindigkeit 69 km/h |

Die unabhängiger Anregung spielt eine wichtige Rolle bei der Widerstandssteuerung – bei verstärkter Anregung ergibt sich eine wirtschaftlichere Energieausnutzung. Außerdem besitzt die Lokomotive folgende Hilfsmaschinen pro Sektion:
- zwei Drehstrom – Achsen-Ventilatoren zur Kühlung der Traktionsfahrmotoren und einen Schrauben-Kompressor mit Drehstrommotor, diese werden gespeist von dem Halbleiter-Wandler mit dreiphasiger Spannung, die die Drehzahl reguliert;
- vier Ventilatoren mit Drehstrommotor, sie reinigen die Abluftfilter der Traktionsfahrmotoren, sie werden mit Spannung gleichförmiger Frequenz von 50 Hz gespeist ;
- zwei Achsen-Ventilatoren mit Gleichstromantrieb setzen den Bremswiderstand in Gang. Sie sind analog der Ventilatoren der Bremswiderstände von der Diesellokomotive ТЭП70 ausgeführt;

Die Niederspannungskette wird mit Gleichspannung 110 V vom Wandler oder der Akku-Batterie gespeist.

## Mechanischer Teil
Der Kasten der Elektrolokomotive ist ganz aus Metall mit glatter Oberfläche.
Die Aufhängung der Traktionsfahrmotoren der Lokomotive ist typisch für Güterzuglokomotiven als Tatzlager-Antrieb ausgeführt. Die Motoren werden in dem Rahmen des Drehgestelles von einer langen Gummi-Metall-Halterung geführt.